# Baschet la Jocurile Olimpice de vară din 1968
Probele sportive de baschet la Jocurile Olimpice de vară din 1968 s-au desfășurat în perioada 13 - 25 octombrie 1968, la Ciudad de México în Mexic. Au fost 16 echipe masculine, din tot atâtea țări. Podiumul a fost ocupat de către Statele Unite ale Americii, Iugoslavia, respectiv Uniunea Sovietică.

## Podium
| Categorie | Aur | Argint | Bronz |
| Masculin  | Statele Unite ale Americii Mike Barrett John Clawson Don Dee Calvin Fowler Spencer Haywood Bill Hosket James King Glynn Saulters Charlie Scott Mike Silliman Ken Spain Jo Jo White | Iugoslavia Dragutin Čermak Kresimir Ćosić Vladimir Cvetković Ivo Daneu Radivoj Korać Zoran Marojević Nikola Plećaš Trajko Rajković Dragoslav Ražnatović Petar Skansi Damir Šolman Aljoša Žorga | Uniunea Sovietică Anatoli Krikun Modestas Paulauskas Zurab Sakandelidze Vadim Kapranov Yuri Selikhov Anatoli Polivoda Sergei Belov Priit Tomson Sergei Kovalenko Gennadi Volnov Jaak Lipso Vladimir Andreev |

## Faza eliminatorie
|  | Semifinale                 | Semifinale |    |          | Finala                     | Finala |  |
|  |                            |            |    |          |                            |        |  |
|  |                            |            |    |          |                            |        |  |
|  | Statele Unite ale Americii | 75         |    |          |                            |        |  |
|  | Uniunea Sovietică          | 63         |    |          |                            |        |  |
|  |                            |            |    |          |                            |        |  |
|  |                            |            |    |          |                            |        |  |
|  |                            |            |    |          | Statele Unite ale Americii | 65     |  |
|  |                            | Iugoslavia | 50 |          |                            |        |  |
|  |                            |            |    |          |                            |        |  |
|  |                            |            |    |          |                            |        |  |
|  |                            |            |    |          | Finala mică                |        |  |
|  |                            |            |    |          |                            |        |  |
|  | Brazilia                   | 62         |    | Brazilia | 53                         |        |  |
|  | Iugoslavia                 | 63         |    |          | Uniunea Sovietică          | 70     |  |